# Kablauratj
Kablauratj är en sjö i Jokkmokks kommun i Lappland och ingår i Luleälvens huvudavrinningsområde. Sjön har en area på 0,0966 kvadratkilometer och ligger 468 meter över havet. Kablauratj ligger i Pärlälvens fjällurskog Natura 2000-område.

## Delavrinningsområde
Kablauratj ingår i det delavrinningsområde (741202-160897) som SMHI kallar för Utloppet av Luovvajaure. Medelhöjden är 525 meter över havet och ytan är 20,05 kvadratkilometer. Det finns inga avrinningsområden uppströms utan avrinningsområdet är högsta punkten. Vattendraget som avvattnar avrinningsområdet har biflödesordning 4, vilket innebär att vattnet flödar genom totalt 4 vattendrag innan det når havet efter 280 kilometer. Avrinningsområdet består mestadels av skog (92 procent). Avrinningsområdet har 0,63 kvadratkilometer vattenytor vilket ger det en sjöprocent på 3,1 procent.